# Hôtel d'Orcet
L'hôtel d'Orcet est un hôtel particulier situé en France sur la commune de Mauriac, en région Auvergne-Rhône-Alpes.

## Localisation
Le monument se trouve rue Guillaume Duprat au centre-ville de Mauriac. 

## Historique

### Protection
La sous-préfecture est inscrite au titre des monuments historiques par arrêté en date du 19 mai 1927. Le tympan de la porte datant du XVIe siècle, situé à l’entrée de la sous-préfecture, fait quant à lui l’objet d’un classement par arrêté du 15 février 1928.

## Description
La porte, vestige de l’ancien monastère Saint-Pierre, a été réédifiée à l’entrée du bâtiment qui abrite aujourd’hui la sous-préfecture. Cette demeure accueille, depuis 1829, les services de l’État à Mauriac et est visitable durant les Journées européennes du patrimoine.